# عقد 1190
عقد 1190 هو عقد امتد بين 1 يناير 1190 و31 ديسمبر 1199 بحسب التقويم الميلادي. سبقه عقد 1180 ولحقه عقد 1200.

## أحداث
- مذبحة عكا 1191 (1191)
- معركة أرسوف (1191)
- معركة يافا (1192)
- معركة جيزور (1198)
- معركة الأرك (1195)
- معركة قونية (1190)

## مواليد
- منهاج السراج الجوزجاني (1193)
- ألكسندر الثاني من اسكتلندا (1198)
- ابن الشعار (1197)
- يولاندا من كورتيناي (1197)
- بوهيموند الخامس (1199)
- أنطونيو من لشبونة (1195)
- شهاب الدين التلعفري (1197)
- بياتريس من هوهنشتاوفن (1198)
- ابن مطروح (1196)
- هيو الأول ملك قبرص (1193)
- أحمد بن حلوان (1197)

## وفيات
- سنان شيخ الجبل (1192)
- فريدرش الأول بربروسا (1190)
- فيليب الأول، كونت فلاندرز (1191)
- إيزابيلا من هينو (1190)
- كونراد من مونفيراتو (1192)
- أحمد بن إسماعيل الطالقاني (1193)
- سيبيلا ملكة أورشليم (1190)
- السهروردي المقتول (1191)
- باليان (1193)
- صلاح الدين الأيوبي (1193)
- ثيوبالد الخامس، كونت بلوا (1191)

## كتب
- Yves Denis Papin (1998). Chronologie de l'histoire ancienne. Lieu de publication non identifié: Éditions Jean-paul Gisserot. ISBN:2-87747-346-5. OCLC:40746926. مؤرشف من الأصل في 2022-03-16.
- موسوعة حضارة العالم (2002) لأحمد محمد عوف.

## روابط خارجية
- تصفح سنة بسنة عقد 1190 على موقع onthisday.com
- تصفح سنة بسنة عقد 1190 ابتداءً من سنة عقد 1190 على موقع المكتبة الوطنية الفرنسية